# Ahotta hispaniolica
Ahotta hispaniolica – gatunek kosarza z podrzędu Laniatores i rodziny Agoristenidae. Jedyny znany przedstawiciel monotypowego rodzaju Ahotta.

## Występowanie
Gatunek jest endemiczny dla wyspy Haiti.